# Giorgio Ceragioli (ingegnere)
Giorgio Ceragioli (Torino, 24 giugno 1930 – Torino, 17 luglio 2008) è stato un ingegnere italiano di tecnologia dell'architettura, noto anche come fondatore del Movimento sviluppo e pace.

## Biografia
Giorgio Ceragioli nacque a Torino il 24 giugno 1930. Suo nonno, anch'egli di nome Giorgio, era un artista piuttosto noto; il padre, Mario, lavorò come ingegnere per il Comune di Torino.
Studiò ingegneria civile presso il Politecnico di Torino e, dopo un periodo di attività professionale autonoma, collaborò con il prof. Giuseppe Ciribini come assistente di Elementi costruttivi e diventò poi titolare della cattedra di tecnologia dell'architettura, che mantenne fino al 1998.
In gioventù fu attivista della sezione torinese della Società di San Vincenzo de' Paoli. Più tardi fu nominato dirigente dell'Azione Cattolica, all'interno della quale portò avanti la propria visione a favore del Terzo mondo creando il Centro cattolico torinese contro la fame nel mondo e organizzando la prima Quaresima di Fraternità.
Tale iniziativa prevedeva che le offerte in denaro raccolte dalla chiesa cattolica torinese durante la quaresima, in precedenza utilizzate a livello locale, venissero invece dirottate su progetti nei paesi in via di sviluppo.
Nel 1968 costituì, con altri attivisti torinesi, il Movimento sviluppo e pace, un'associazione che si differenziava da analoghi organismi cattolici sia per una presenza significativa di laici liberali e di marxisti sia perché, invece di sostenere economicamente le missioni, realizzava progetti di sviluppo in stretta collaborazione con le istituzioni pubbliche dei PVS.
Nel primo consiglio di presidenza del movimento Giorgio Ceragioli fu eletto direttore generale.
Queste attività lo portarono a viaggiare molto; visitò alcune volte l'India entrando in contatto con il Sarvodaya, un movimento fondato da Vinoba Bhave. Tornato in Italia lanciò assieme a Giovanni Ermiglia l'Assefa (Association for Sarva Seva Farms), una Organizzazione non governativa tuttora in attività che sostiene economicamente l'azione del Sarvodaya in India e che ha inoltre lo scopo di promuovere i principi gandhiani in Italia.
Nel corso degli anni Assefa ha fornito a migliaia di contadini indiani di basso livello sociale i mezzi necessari per mettere a coltura le terre volontariamente donate dai proprietari terrieri al movimento del Bhoodan; tutto ciò è stato particolarmente rilevante negli stati del Tamil Nadu e dell'Andhra Pradesh.

A cavallo tra gli anni settanta e ottanta Ceragioli diresse la prima esperienza della Caritas diocesana torinese; questa fase ebbe termine il 5 febbraio 1980 con l'ufficializzazione dell'organismo pastorale da parte di mons.Anastasio Ballestrero e con la nomina a direttore di un sacerdote, don Piero Giacobbo.

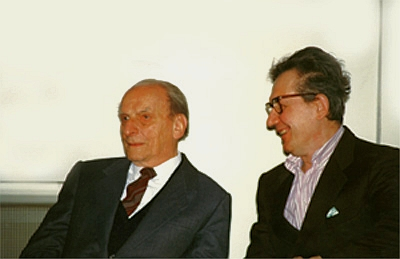
Giorgio Ceragioli con Norberto Bobbio all'Arsenale della Pace (Torino)

Come docente universitario il principale campo di interesse di Ceragioli fu quello delle tecnologie appropriate, alle quali dedicò la maggior parte della propria attività didattica e scientifica.
In questo ambito uno dei filoni più originali delle sue ricerche fu quello dell'ibridazione tecnologica intesa come integrazione di elementi della tradizione costruttiva a basso contenuto tecnologico con sistemi tecnologicamente complessi provenienti da contesti scientifici e geografici diversi.
Durante gli anni ottanta il suo corso di Tecnologia dell'architettura si distinse rispetto al panorama didattico italiano per l'introduzione delle prime esperienze di autocostruzione; questa pratica si consolidò in seguito con la creazione del LATEC (Laboratorio tecnologico di autocostruzione), dove gli studenti di architettura possono esercitarsi nel montaggio di componenti edilizi disponibili sul mercato. Nel 1988 fondò la Scuola di specializzazione in Tecnologia, architettura e città nei PVS, una scuola internazionale di specializzazione post laurea del Politecnico di Torino destinata alla formazione di architetti e ingegneri sulle tematiche dell'habitat nei paesi in via di sviluppo. Fu direttore della scuola fino al 1996,  anno in cui dovette ritirarsi a causa del malattia di Parkinson.
Oltre che di pubblicazioni a carattere scientifico-tecnologico Giorgio Ceragioli fu anche autore di articoli sui temi più svariati apparsi su diversi periodici. Una collaborazione particolarmente significativa e duratura fu quella con il mensile Progetto del Sermig, giornale del quale fu tra i fondatori e con cui collaborò tra il 1978 e il 2001. Ceragioli scrisse inoltre una serie di racconti liberamente ispirati alla propria vita familiare che, alcuni anni dopo la morte dell'autore, sono stati raccolti da Massimo Foti nel volume I Giobbetti.

Dopo la morte fu creato in sua memoria il Comitato Giorgio Ceragioli, il quale ha gestito tra il 2008 e il 2011 un fondo destinato al supporto di tesi di laurea e di progetti di ricerca relativi all'habitat nei PVS.
Anche l'Università del dialogo, una scuola interdisciplinare organizzata dal Sermig di Torino, è dedicata a Giorgio Ceragioli (congiuntamente al cardinale vietnamita Van Thuán).. Lo stesso Sermig ha conferito a Ceragioli il premio Artigiano della Pace.

## Pubblicazioni
- Giorgio Ceragioli, L'edilizia popolare nel Sud-est asiatico : analisi di problemi e orientamenti, Torino, Torino grafica, 1965.
- (FR) Giorgio Ceragioli, N. Comoglio Maritano, Habitations pour tous dans les pays en voie de développement, Torino, Cicsene, 1973.
- Giorgio Ceragioli, Industrializzazione edilizia: elementi per un glossario problematico, Torino, Libreria editrice universitaria Levrotto & Bella, 1974.
- Giorgio Ceragioli, Autocostruzione con componenti industrializzati: analisi e prospettive, Torino, Libreria editrice universitaria Levrotto & Bella, 1974.
- (EN) Giorgio Ceragioli, N. Comoglio Maritano, Intermediate and industrialized technologies for housing in intertropical Africa, Torino, Levrotto e Bella, 1975.
- (EN) Giorgio Ceragioli, N. Comoglio Maritano, G. Cattai, Low cost housing in developing countries : Technological proposals and regulations, Torino, Cicsene, 1978.
- Giorgio Ceragioli, G.Canavesio, L'uso e il trasferimento di tecnologie edilizie industriali in contesti non industrializzati, in Industrializzazione edilizia : Elementi per un glossario problematico, Torino, Levrotto e Bella, 1980.
- Giorgio Ceragioli, G.Cavaglià, Prefabbricare edilizia in evoluzione, Milano, AIP, 1981.
- Giorgio Ceragioli, G. Cattai, Tecnologie per l'uomo, Milano, FOCSIV, 1982.
- Giorgio Ceragioli, Indici ragionati per gli elementi costruttivi, Torino, Libreria editrice universitaria Levrotto & Bella, 1983.
- Giorgio Ceragioli, N. Comoglio Maritano, G. Capetti, Problemi normativi e autocostruzione, Torino, CLUT, 1985.
- Giorgio Ceragioli, N. Comoglio Maritano, Note introduttive alla tecnologia dell'architettura, Torino, CLUT, 1985.
- (EN) Giorgio Ceragioli, N. Comoglio Maritano, Technological hybridization, Sao Paulo, Cepam, 1987.
- Giorgio Ceragioli, G. Cattai, N. Comoglio Maritano, Glossario progettuale di tecnologie edilizie per PVS, Torino, CICSENE-LVIA, 1988.
- Giorgio Ceragioli, Pensieri leggendo « Vinoba on Gandhi » sulla difesa popolare nonviolenta, in Verso una difesa popolare nonviolenta per l'Italia?, Padova, CEDAM, 1988.
- Giorgio Ceragioli, N.Comoglio Maritano, Tecnologia dell'architettura, Torino, CLUT, 1989.
- Giorgio Ceragioli, G. Cattai, N. Comoglio Maritano, Per una identificazione e definizione del progetto Habitat, Roma, CICSENE–ICEPS, 1990.
- (EN) Giorgio Ceragioli, N. Comoglio Maritano, Adaptable Technologies, typologies and evaluations for low-cost housing in the Megalopolis of developing countries, Belo Horizonte, MG, 1995.
- Giorgio Ceragioli, Sviluppo e società a confini aperti. Scritti di Giorgio Ceragioli, a cura di Massimo Foti, Torino, L'Harmattan Italia, 1998.
- Giorgio Ceragioli, Dare un'anima al futuro. Note per un umanesimo tecnologico, Torino, MILLE, 2002.
- Giorgio Ceragioli, N.Comoglio Maritano, F.De Filippi, Uscire dal tunnel: tecnologie intermedie o avanzate e l'ibridazione tecnologica per l'habitat nei paesi in via di sviluppo, in Tecnologia, progetto, manutenzione, Milano, FrancoAngeli, 2003.
- Giorgio Ceragioli, I Giobbetti - una saga familiare, Massimo Foti (a cura di), Scarmagno, Priuli e Verlucca, 2011.
- Giorgio Ceragioli, Creativi e responsabili, Massimo Foti (a cura di), Torino, MILLE, 2016.